# 飯島勝矢
飯島 勝矢（いいじま かつや）は、日本の医師・医学者。東京大学高齢社会総合研究機構教授。一億総活躍国民会議有識者民間議員。

## 経歴
1990年東京慈恵会医科大学卒業。以後、千葉大学医学部附属病院、亀田総合病院、君津中央病院、東京都東部地域病院、東京大学医員、助手、講師、准教授を経て2016年より現職。2015年より内閣府「一億総活躍国民会議」有識者民間議員。

## 著作
- 平野浩彦、飯島勝矢、菊谷武、渡邊裕、戸原玄 編『実践! オーラルフレイル対応マニュアル』（第1版）公益財団法人東京都福祉保健財団、東京都新宿区、2016年10月7日。ISBN 978-4-902042-55-9。 NCID BB22587786。
- 飯島勝矢、戸原玄、矢澤正人 編『老いることの意味を問い直す フレイルに立ち向かう』監修 新田國夫、クリエイツかもがわ、2016年7月31日。ISBN 9784863421912。 NCID BB22077928。

## 所属団体
- 日本医師会　かかりつけ医機能研修制度　委員
  - 東京都医師会　地域福祉委員会　副委員長
- 日本老年医学会 老年病専門医、代議員
- 日本循環器学会 循環器専門医
- 日本動脈硬化学会 動脈硬化専門医、評議員
- 日本内科学会 指導医、内科認定医
- 日本未病システム学会 未病医学認定医、理事[2]
- 日本老年薬学会 理事[3]
- 日本在宅医学会 理事[4]
- 日本在宅医療学会評議員[5]